# مقبرة بوا دو فو
مقبرة بوا دو فو (بالفرنسية Cimetière du Bois-de-Vaux) هي مقبرة توجد في مدينة لوزان في سويسرا.
خططها المعماري ألفونس لافيريير بين عامي 1922 و1951. وتقع في جنوب المدينة وصنفت على أنها ذات أهمية ثقافية وطنية.
من المشاهير المدفونين بها: كوكو شانيل، يوجين فيلويه لو دوك، شارل برون، بيير دو كوبرتان، ألفونس لافيريير، بول روبرت، غلوريا غينيس، لول غينيس.